# Бабокивари
Бабокивари (англ. Baboquivari) — гора в Аризоне, США. Является священным местом для народа папаго, коренного населения этого региона. Эта гора расположена на территории Бабокивари-Маунтинс, которая частично находится в резервации народа папаго.
Высота Бабокивари составляет около 2344 метров над уровнем моря.

## В мифологии папаго
Гора имеет культурное и духовное значение для папаго, так как считается домом их духовного покровителя, И’итои, который в их мифологии является создателем и покровителем народа. Согласно преданиям, пещера в районе Бабокивари — это место, где обитает И’итои.